# 恩夫林根
恩夫林根（法語：Henflingen，发音：[ɛnfliŋən]）是法国上莱茵省的一个旧市镇，属于阿尔特基什区（Altkirch）。该市镇总面积2.65平方公里，2009年时的人口为195人。
恩夫林根已于2016年1月1日起和相邻的另外2个市镇合并成为"伊尔塔勒"（Illtal）。

## 人口
恩夫林根人口变化图示